# Geslovnik
Geslovnik ali geselnik je sistematično urejen seznam gesel oz. predmetnih oznak. Z njim želimo poenotiti izraze, ki v katalogu opisujejo vsebino dokumentov. Poenotenje izrazov je pomembno zaradi boljših možnosti za priklic dokumentov pri iskanju po vsebini. Uporablj naravni jezika namesto šifer.
Predmetna oznaka izraža vsebino dokumenta. Tvori jo izraz, ki je ena beseda ali besedna zveza. Predmetne oznake, razvrščene po abecedi, tvorijo geslovnik. Geslovnik je kontroliran slovar, ki največkrat vključuje predmetne oznake iz knjižničnega kataloga. Knjižnični katalog pa je po abecedi ali po kakem drugem sistemu urejen popis knjižničnega gradiva.

## Zgodovina razvoja
Prizadevanje za usklajenost predmetnega označevanja sega v preteklost, v čas listkovnih stvarnih katalogov. Pod okriljem Ifle je bila v letu 1981 ustanovljena Sekcija za klasifikacijo in indeksiranje (Section on Classification and Indexing), ki si je začela prizadevati za sprejem in mednarodno uskladitev načel predmetnega označevanja.
V osemdesetih letih so nastali naslednji standardi: 
- ISO 5964. Guidelines for the establishment and development of multilingual thesauri. 1st ed., 15.2.1985
- ISO 5963. Methods for examining documents, determining their subjects, and selecting indexing terms. 1st ed., 1.12.1985
- ISO 2788. Guidelines for establishment and development of monolingual thesauri. 2nd ed., 15.11.1986.

Leta 1990 so knjižničarji željo po enotnih načelih za predmetno označevanje naslovili na Sekcijo za klasifikacijo in indeksiranje pri Ifli. Iflina delovna skupina je leta 1999 objavila dokument z naslovom Principles Underlying Subject Heading Languages, ki vsebuje nekaj kratkih definicij in jasna, jedrnata načela za predmetno označevanje ter poročila o praksi v nekaterih državah.
V Sloveniji je Narodna in univerzitetna knjižnica (NUK) leta 1994 izdala navodila za oblikovanje predmetnih oznak z naslovom Vsebinska obdelava v vzajemnem katalogu. Navodila so delno nastajala že v skupnih delovnih komisijah bivše Jugoslavije s ciljem poenotene obdelave gradiva v jugoslovanskih nacionalnih knjižnicah. Katalogizacijska navodila za predmetno označevanje, ki jih vsebuje priročnik iz leta 1994, slonijo na tedanji katalogizacijski praksi.
Prvi seznami predmetnih nizov, ki so nastali ob vsebinski obdelavi slovenike v prvi polovici devetdesetih let, so bili objavljeni leta 1997 v priročniku Vsebinska obdelava v vzajemnem katalogu s podnaslovom Predmetne rubrike: seznami in navodila za oblikovanje.
Danes v Sloveniji knjižničarji in katalizatorji uporabljajo Splošni spletni slovenski glasovnik, ki se ga redno dopolnjujejo z novimi predmetnimi oznakami. Med pomembnejše slovenske geslovnike spada tudi Splošni geslovnik COBISS.SI (SGC), med tujimi pa je pomemeben Library of Congress Subject Headings (LCSH). 

## Pojmi
Predmetna določila so vključena v seznam enakopravno s predmetnimi oznakami. Seznam predmetnih določil ni posebej izpostavljen iz dveh razlogov: zaradi lažjega iskanja in zato, ker večina predmetnih oznak lahko nastopa tudi kot določilo in obratno, marsikatero predmetno določilo lahko uporabimo tudi kot predmetno oznako. 
Kazalke povezujejo identične pojme, izločajo nesprejete izraze in kažejo na izraze, ki jih uporabljamo kot predmetne oznake. Nesprejeti izraz in predmetna oznaka sta med seboj povezana z besedama glej, ki kaže pod katero predmetno oznako so zbrana dela o določeni temi, in uporabi za, obe opozarjata katalogizatorja, katerega izraza naj ne uporablja.
Vodilke povezujejo pojme, ki so med seboj tematsko povezani. Uporabnika usmerjajo od ene sprejete predmetne oznake na drugo oziroma opozarjajo na druge predmetne oznake, ki se nanašajo na iskano vsebino.
Sinonimi so besede, ki se med seboj ločijo po obliki, a imajo identičen ali delno identičen pomen. Sinonimi so domači izrazi ali tujke.
Homonimi so besede, ki imajo več različnih pomenov. 

## Primeri predmetnih oznak v geslovniku
Sinonimi:
V geslovniku se dosleno uporablja le eden od izrazov, npr. književnost. Tako se v knjižničnem katalogu vse gradivo na to temo najde z enim izrazom. Če je v katalog vgrajena normativna datoteka, bomo tudi pri iskanju s sinonimom prišli do istega gradiva. 
- Geografija = Zemljepis
- Leposlovje = Književnost = Beletristika
- Bukva = Knjiga

Homonimi:
Teh besed iz rabe ni mogoče izključiti, zato jih spremljajo pojasnila v oklepaju, ki se imenujejo kvalifikatorji
1. Vile
  - Vile kot zgradba — Vile (zgradbe)
  - Vile kot čarobna bitja — Vile (pravljična bitja)
  - Vile kot orodje — Vile (ročno orodje)
2. List
  - List kot papirni list
  - List kot drevesni list